# Antal Amade
Antal Amade baron de Várkony (n. ?, 1676, Hédervár-d. 8 aprilie 1737, Felbár) a fost un aristrocrat, scriitor și poet maghiar, tatăl scriitorului și poetului László Amade.